# هاري س. كاتس
هاري س. كاتس (بالإنجليزية: Harry C. Katz) هو أكاديمي أمريكي، ولد في 11 مارس 1951 في ذا برونكس في الولايات المتحدة.